# V476 Большой Медведицы
V476 Большой Медведицы (лат. V476 Ursae Majoris) — двойная затменная переменная звезда типа W Большой Медведицы (EW) в созвездии Большой Медведицы на расстоянии приблизительно 2775 световых лет (около 851 парсека) от Солнца. Видимая звёздная величина звезды — от +15,8m до +14,93m. Орбитальный период — около 0,2589 суток (6,2142 часов).